# 卡列瓦拉區

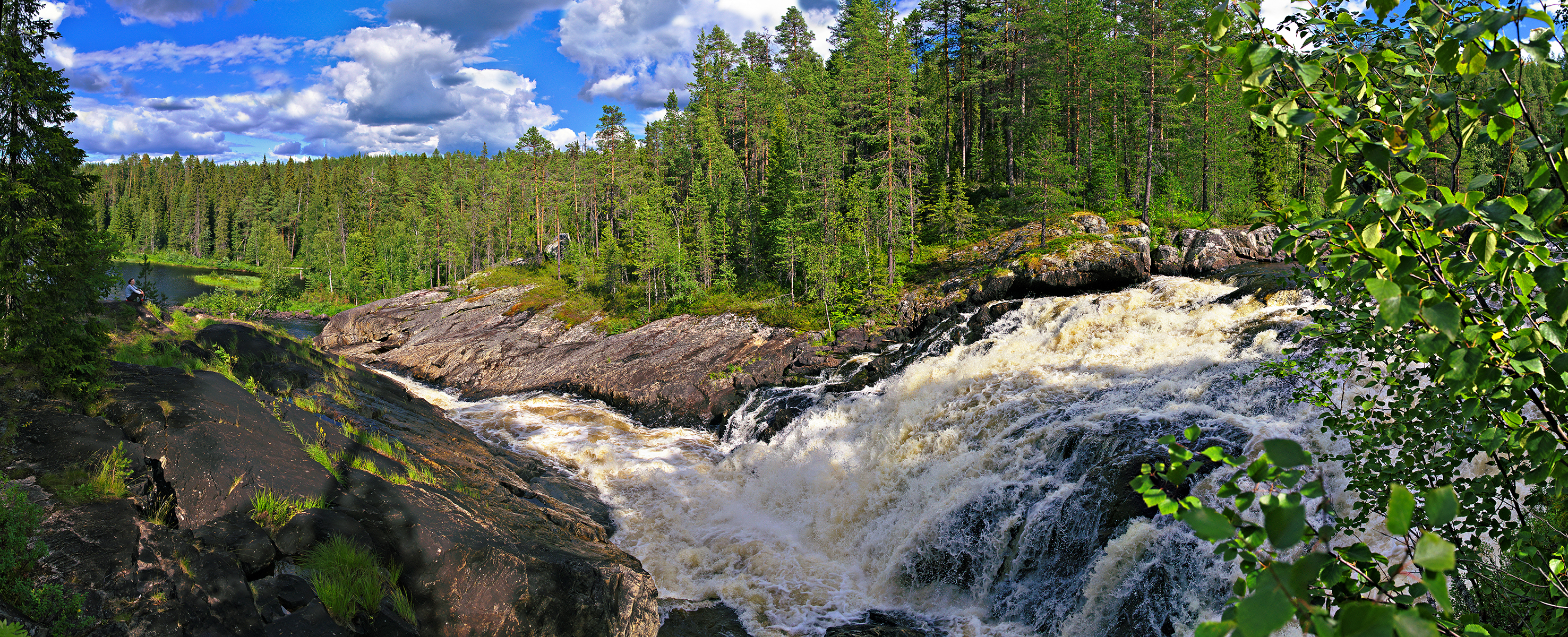

65°12′N 31°10′E / 65.200°N 31.167°E
卡列瓦拉區（俄语：Калевальский район），是俄羅斯的一個區，位於該國西北部，由卡累利阿共和國負責管轄，面積13,316平方公里，2010年人口8,321，人口密度每平方公里0.62人。